# Úložisko
Úložisko (741,7 m n. m.) je vrch v Liptovské kotlině na Slovensku, v katastru obcí Bobrovník a Vlachy.

## Charakteristika
Vrch se nachází na pravém břehu řeky Váhu, přímo nad přehradní hrází Liptovské Mary a vodní nádrží Bešeňová. Na jeho úpatí se nachází archeologické naleziště Havránok z doby laténské (púchovské kultury).

## Vysílač Úložisko
Na vrcholu Úložiska se nachází televizní a rozhlasový vysílač, který byl uveden do provozu v květnu 1976. Příhradová věž je vysoká téměř 65 metrů a šíří signál televizních i rozhlasových stanic pro region Liptova.

## Šířené programy
Poloha vysílače nedaleko Ružomberka a Liptovského Mikuláše a poměrně vysoký vyzařovaný výkon slibují efektivní pokrytí obou center. Primárně má pokrývat Liptovskou kotlinu a navazuje na vysílače Kráľova hoľa, Krížava a Magurka. Vzhledem k pohoří obklopujícímu kotlinu jsou přesahy signálu výrazně limitovány.

### Vysílače FM[1]
| frekvence | program           | regionální verze | ERP    | polarizace   |
| --------- | ----------------- | ---------------- | ------ | ------------ |
| 89,7      | rádio Lumen       |                  | 1 kW   | kruhová      |
| 91,1      | rádio Vlna        | Střed            | 1 kW   | horizontální |
| 93,6      | Rádio Evropa 2    | Střed            | 0,5 kW | kruhová      |
| 98,8      | Rádio Anténa Rock |                  | 5 kW   | horizontální |
| 100,6     | rádio Regina      | střed            | 5 kW   | horizontální |
| 102,1     | rádio FM          |                  | 5 kW   | horizontální |
| 103,8     | rádio Slovensko   |                  | 5 kW   | horizontální |

### Vysílače DVB-T
| multiplex    | kanál | ERP       | polarizace |
| ------------ | ----- | --------- | ---------- |
| 1. multiplex | 44    | 20,18 kW  | vertikální |
| 2. multiplex | 46    | 19,59 kW  | vertikální |
| 3. multiplex | 26    | 19,156 kW | vertikální |
| 4. multiplex | 29    | 19,95 kW  | vertikální |

## Přístup
- po  červené značce z Bobrovníka nebo Vlašiek
- cestou přes Tvarožnú